# 안드리야 즐라티치
안드리야 즐라티치(세르비아어: Андрија Златић, Andrija Zlatić, 1978년 1월 25일~)는 세르비아의 사격 선수로 주 종목은 소총이다. 2012년 하계 올림픽에서 남자 10m 공기소총 종목 동메달을 획득했으며 세계 선수권 대회에서 은메달 3개를 획득했다.